# Dicranomyia hoskingi
Dicranomyia hoskingi là một loài ruồi trong họ Limoniidae. Chúng phân bố ở miền Australasia.